# Ісаяс Афеверкі
Ісаяс Афеверкі, іноді Афеворкі (гєез, тигріні ኢሳይያስ ኣፈወርቂ, нар. 2 лютого 1946, Асмера, Еритрея) — еритрейський державний діяч, перший президент Еритреї (з 1993); генеральний секретар Народного фронту визволення Еритреї, очолював боротьбу за незалежність Еритреї від Ефіопії.

## Біографія

### Повстанська діяльність
Народився 2 лютого 1946 року в Асмері. За етнічною належністю — тиграї. 1966 року він покинув навчання в університеті Аддис-Абеби і вступив у Фронт визволення Еритреї, який боровся за незалежність Еритреї від Ефіопії. Тоді ж пройшов військову підготовку в Китаї. З 1968 до 1976 року Афеверкі був політичним комісаром та заступником командира дивізіону. 1970 року він став співзасновником Народного фронту визволення Еритреї (НФВЕ), повстанського руху лівого спрямування. 1987 року його обрали генеральним секретарем НФВЕ. Очолював збройну боротьбу за незалежність Еритреї від Ефіопії проти урядових сил Хайле Селассіє і потім Менгісту Хайле Маріама.
29 травня 1991 Афеверкі оголосив про створення Тимчасового уряду в Еритреї.
1991 року після повалення Менгісту Еритрея фактично отримала незалежність. 29 травня 1991 року Афеверкі оголосив про створення Тимчасового уряду в Еритреї.

### Президент Еритреї
23-25 квітня 1993 року на території Еритреї пройшов референдум про незалежність Еритреї, унаслідок якого 99,83 % проголосували, висловилися за незалежність від Ефіопії. 24 травня Ісаяс Афеверкі був обраний першим президентом незалежної Еритреї. За підсумками того ж референдуму Афеверкі став главою нової держави. Незабаром була обрана конституційна асамблея, яка прийняла 1997 року конституцію країни, але досі виконує функції парламенту. Того ж року Афеверкі скасував президентські вибори, а 2001 року він практично заборонив національну пресу.
Еритрея вважається найбільш закритою країною для преси. За статистикою Reporters Without Borders Еритрея набрала індекс більше одного, що означає те, що в країні практично всі новини неправдиві. Багато в чому звинувачують президента, зокрема за його форму правління[джерело?].

### Ефіопо-Еритрейська війна
У травні 1998 року еритрейські війська зайняли один з трьох спірних прикордонних ділянок — Бадм. У лютому наступного року ефіопські війська перейшли у контрнаступ і відвоювали Бадм, а внаслідок нового наступу у травні 2000 року вийшли на стратегічно важливу дорогу, що веде до еритрейської столиці Асмери. 12 грудня 2000 Афеверкі і Зенауї підписали в Алжирі мирний договір.